# Paragrodiaetus
Paragrodiaetus is een geslacht van vlinders van de familie Lycaenidae.

## Soorten
- P. erschoffi (Lederer, 1870)
- P. glaucias (Lederer, 1872)